# تمپا (ویرجینیای غربی)
تمپا (به انگلیسی: Tempa) یک منطقهٔ مسکونی در ایالات متحده آمریکا است که در شهرستان سامرز، ویرجینیای غربی واقع شده‌است. تمپا ۸۶۵٫۰۳ متر بالاتر از سطح دریا واقع شده‌است.